# Левін Леонід Анатолійович
Леонід Анатолійович Левін (нар. 2 листопада 1948, Дніпропетровськ) — радянський і американський математик, фахівець в області теорії обчислювальної складності. Професор інформатики в Бостонському університеті.

## Життєпис
Народився 2 листопада 1948 року в Дніпропетровську. 
1970 — закінчив Московський державний університет, після чого працював там же на посаді наукового співробітника під науковим керівництвом Андрія Колмогорова. 
1971 — представив кандидатську дисертацію, виконавши всі формальні вимоги щодо її попереднього опробування, дисертація була схвалена Колмогоровим, усіма опонентами і головною організацією, однак вчений ступінь Левіну присуджена не була. Формальною причиною для цього послужила «невизначеність політичного обличчя» здобувача, що, в сукупності з наступними утисками в наукових колах, стали однією з причин еміграції.
В 1972—1973 роках працював в Інституті проблем передачі інформації АН СРСР, а з 1973 по 1977 роки — у Всесоюзному науково-дослідному інституті комплексної автоматизації нафтової і газової промисловості (ВНИИКАНефтегаз) на посаді старшого наукового співробітника.
У 1978 році емігрував в США. У 1979 році отримав диплом доктора філософії з математики в Массачусетському технологічному інституті. 
1980 — працює і викладає в Бостонському університеті. 
2014 — обраний членом Американської академії мистецтв і наук.
Основні результати в області теорії ймовірностей в застосуванні до інформатики, теорії складності обчислень.
Незалежно від Стівена Кука довів у 1971 році теорему Кука — Левіна, завдяки якій була сформульована проблема рівності класів P і NP, яка стала однією з задач тисячоліття. Робота була опублікована лише в 1973 році, але була повідомлена на конференціях, що пізніше дозволило встановити пріоритет Левіна.

## Нагороди
- 2004 — Медаль Колмогорова (Лондонський університет)[12]
- 2010 — Премія Гумбольдта[13]
- 2012 — Премія Кнута[14][15]